# Кубратово
Кубратово (болг. Кубратово) — село в Болгарии. Находится в Городской области Софии, входит в общину Столична. Население составляет 639 человек.

## Политическая ситуация
В местном кметстве Кубратово, в состав которого входит Кубратово, должность кмета (старосты) исполняет Георги Сергеев Борисов (коалиция в составе 2 партий: Союз демократических сил (СДС), Алианс за София ДСБ и СДС,ДЕМОКРАТИ ЗА СИЛНА БЪЛГАРИЯ) по результатам выборов правления кметства.
Кмет (мэр) общины Столична — Бойко Методиев Борисов (Граждане за европейское развитие Болгарии (ГЕРБ)) по результатам выборов в правление общины.